# Lijst van landen in 1981
Hieronder volgt een lijst van landen van de wereld in 1981.

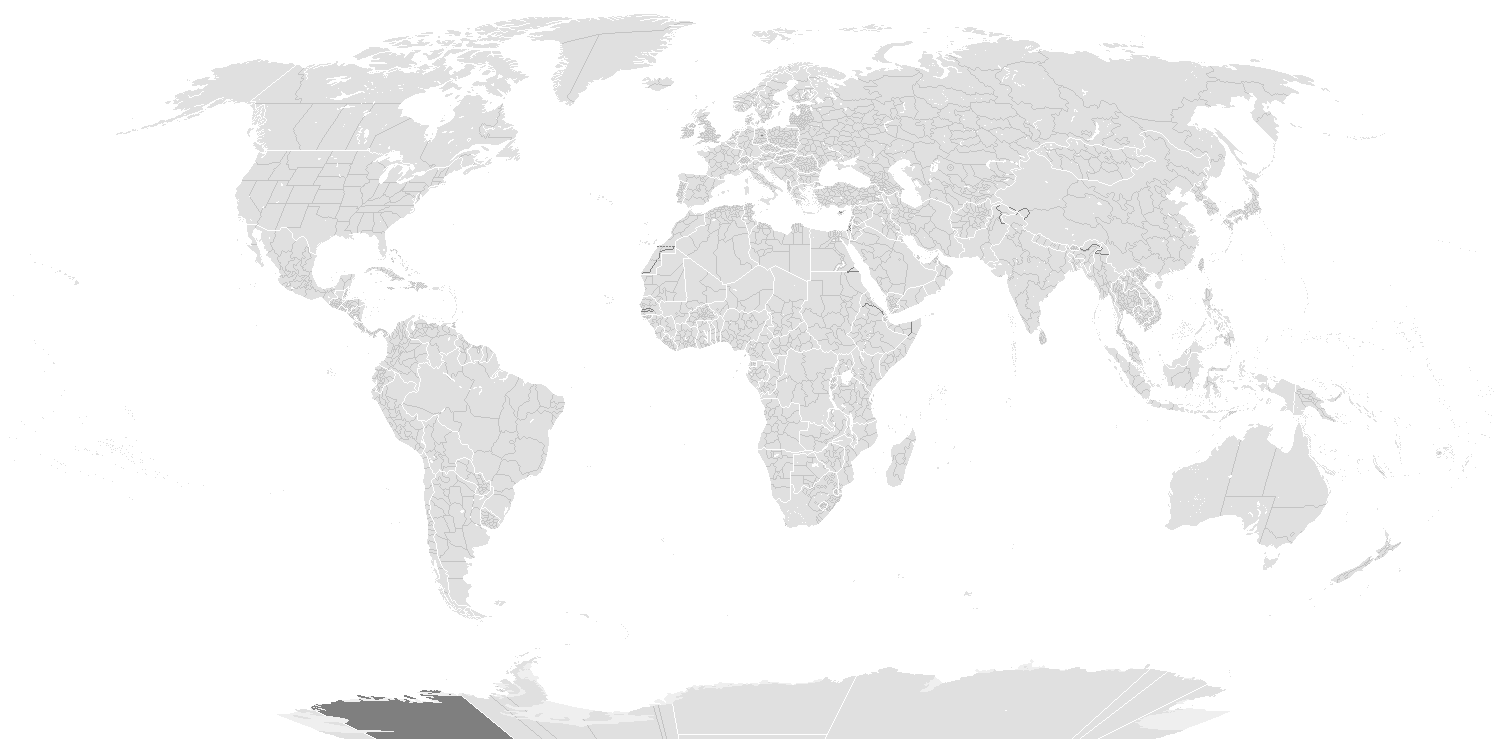
Staatkundige kaart van 1981

## Uitleg
- Op 1 januari 1981 waren er 165 onafhankelijke staten die door een ruime meerderheid van de overige staten erkend werden: 152 leden van de Verenigde Naties alsmede Andorra[1], Kiribati, Liechtenstein, Monaco[2], Nauru, Noord-Korea, San Marino, Tonga, Tuvalu, Vanuatu, Vaticaanstad, Zuid-Korea en Zwitserland. De Sovjet-staten Oekraïne en Wit-Rusland waren ook lid van de VN, maar werden niet beschouwd als onafhankelijke landen. Vanuatu werd op 15 september ook lid van de VN. Belize werd 21 september onafhankelijk en trad op 25 september toe tot de VN. Antigua en Barbuda werd op 1 november onafhankelijk en trad op 11 november toe tot de VN.
- Alle de facto onafhankelijke staten zonder ruime internationale erkenning zijn weergegeven onder het kopje niet algemeen erkende landen.
- Afhankelijke gebieden en gebieden die vaak als afhankelijk gebied werden beschouwd, zijn weergegeven onder het kopje niet-onafhankelijke gebieden.
- Autonome gebieden, bezette gebieden, territoriale aanspraken op Antarctica en micronaties zijn niet op deze pagina weergegeven.

## Staatkundige veranderingen in 1981
- 1 januari: Palau krijgt een aparte status binnen het Trustgebied van de Pacifische Eilanden.[3]
- 17 september: de Amerikaanse eilandgebieden Quita Sueño, Roncador en Serrana worden overgedragen aan Colombia op basis van een in 1972 gesloten verdrag.[4] Volgens Colombia viel ook de overdracht van Bajo Nuevo en Serranilla onder dit verdrag, maar dat wordt door de VS betwist.
- 21 september: Belize wordt onafhankelijk van het Verenigd Koninkrijk.[5]
- 1 november: Antigua en Barbuda wordt onafhankelijk van het Verenigd Koninkrijk.[6]
- 4 december: het thuisland Ciskei wordt onafhankelijk van Zuid-Afrika.[7] Dit wordt alleen door Zuid-Afrika erkend.
- 14 december: Israëlische annexatie van de Syrische Golanhoogten die in 1967 door Israël werden bezet. De annexatie werd internationaal niet erkend.
- 26 december: Saoedi-Arabië en Irak komen overeen om de Neutrale Zone tussen beide landen op te heffen en te verdelen. Pas in 1991 wordt dit officieel bekendgemaakt.[8]

## Algemeen erkende landen

### A
| Korte landsnaam (Nederlands)          | Officiële landsnaam (Nederlands)      | Korte landsnaam (oorspronkelijke taal/talen) |
| ------------------------------------- | ------------------------------------- | -------------------------------------------- |
| Afghanistan                           | Democratische Republiek Afghanistan   | Dari en Pasjtoe: Afghānestān / افغانستان     |
| Albanië                               | Socialistische Volksrepubliek Albanië | Albanees: Shqipëria                          |
| Algerije                              | Democratische Volksrepubliek Algerije | Arabisch: al-Jazā'ir / الجزائر               |
| Andorra                               | Vorstendom Andorra                    | Catalaans: Andorra                           |
| Angola                                | Volksrepubliek Angola                 | Portugees: Angola                            |
| Antigua en Barbuda (vanaf 1 november) | Antigua en Barbuda                    | Engels: Antigua and Barbuda                  |
| Argentinië                            | Argentijnse Republiek                 | Spaans: Argentina                            |
| Australië                             | Gemenebest Australië                  | Engels: Australia                            |

### B
| Korte landsnaam (Nederlands)              | Officiële landsnaam (Nederlands)               | Korte landsnaam (oorspronkelijke taal/talen)      |
| ----------------------------------------- | ---------------------------------------------- | ------------------------------------------------- |
| Bahama's                                  | Gemenebest van de Bahama's                     | Engels: The Bahamas                               |
| Bahrein                                   | Staat Bahrein                                  | Arabisch: al-Baḥrayn / البحرين                    |
| Bangladesh                                | Volksrepubliek Bangladesh                      | Bengaals: Bānglādesh / বাংলাদেশ                       |
| Barbados                                  | Barbados                                       | Engels: Barbados                                  |
| België                                    | Koninkrijk België                              | Duits: Belgien Frans: Belgique Nederlands: België |
| Belize (vanaf 21 september)               | Belize                                         | Engels: Belize                                    |
| Benin                                     | Volksrepubliek Benin                           | Frans: Bénin                                      |
| Bhutan                                    | Koninkrijk Bhutan                              | Dzongkha: Druk Yul / འབྲུག་ཡུལ་                      |
| Birma                                     | Socialistische Republiek van de Unie van Birma | Birmees: Bama /                                   |
| Bolivia                                   | Republiek Bolivia                              | Aymara: Wuliwya Quechua: Bulibiya Spaans: Bolivia |
| Bondsrepubliek Duitsland (West-Duitsland) | Bondsrepubliek Duitsland                       | Duits: Bundesrepublik / Deutschland               |
| Botswana                                  | Republiek Botswana                             | Engels: Botswana                                  |
| Brazilië                                  | Federale Republiek Brazilië                    | Portugees: Brasil                                 |
| Bulgarije                                 | Volksrepubliek Bulgarije                       | Bulgaars: Bălgarija / България                    |
| Burundi                                   | Republiek Burundi                              | Frans: Burundi Kirundi: Uburundi                  |

### C
| Korte landsnaam (Nederlands)  | Officiële landsnaam (Nederlands)            | Korte landsnaam (oorspronkelijke taal/talen)                         |
| ----------------------------- | ------------------------------------------- | -------------------------------------------------------------------- |
| Canada                        | Dominion Canada                             | Engels en Frans: Canada                                              |
| Centraal-Afrikaanse Republiek | Centraal-Afrikaanse Republiek               | Frans: République Centrafricaine                                     |
| Chili                         | Republiek Chili                             | Spaans: Chile                                                        |
| China                         | Volksrepubliek China                        | Standaardmandarijn: Zhongguo / 中国                                  |
| Colombia                      | Republiek Colombia                          | Spaans: Colombia                                                     |
| Comoren                       | Federale Islamitische Republiek der Comoren | Arabisch: Juzur al-Qamar / جزر القمر Comorees: Komori Frans: Comores |
| Congo                         | Volksrepubliek Congo                        | Frans: Congo                                                         |
| Costa Rica                    | Republiek Costa Rica                        | Spaans: Costa Rica                                                   |
| Cuba                          | Republiek Cuba                              | Spaans: Cuba                                                         |
| Cyprus                        | Republiek Cyprus                            | Grieks: Kypros / Κυπρος Turks: Kıbrıs                                |

### D
| Korte landsnaam (Nederlands)                    | Officiële landsnaam (Nederlands) | Korte landsnaam (oorspronkelijke taal/talen) |
| ----------------------------------------------- | -------------------------------- | -------------------------------------------- |
| Duitse Democratische Republiek (Oost-Duitsland) | Duitse Democratische Republiek   | Duits: DDR                                   |
| Denemarken                                      | Koninkrijk Denemarken            | Deens: Danmark                               |
| Djibouti                                        | Republiek Djibouti               | Arabisch: Jībūtī / جيبوتي Frans: Djibouti    |
| (tot 3 november) Dominica (vanaf 3 november)    | Gemenebest Dominica              | Engels: Dominica                             |
| Dominicaanse Republiek                          | Dominicaanse Republiek           | Spaans: República Dominicana                 |

### E
| Korte landsnaam (Nederlands) | Officiële landsnaam (Nederlands) | Korte landsnaam (oorspronkelijke taal/talen)        |
| ---------------------------- | -------------------------------- | --------------------------------------------------- |
| Ecuador                      | Republiek Ecuador                | Spaans: Ecuador                                     |
| Egypte                       | Arabische Republiek Egypte       | Arabisch: Mişr / مصر                                |
| El Salvador                  | Republiek El Salvador            | Spaans: El Salvador                                 |
| Equatoriaal-Guinea           | Republiek Equatoriaal-Guinea     | Frans: Guinée Équatoriale Spaans: Guinea Ecuatorial |
| Ethiopië                     | Ethiopië                         | Amhaars: Ītyop'iya / ኢትዮጵያ                          |

### F
| Korte landsnaam (Nederlands) | Officiële landsnaam (Nederlands) | Korte landsnaam (oorspronkelijke taal/talen)              |
| ---------------------------- | -------------------------------- | --------------------------------------------------------- |
| Fiji                         | Dominion Fiji                    | Engels: Fiji Fijisch: Viti Fijisch-Hindoestani: Fiji / फ़िजी |
| Filipijnen                   | Republiek der Filipijnen         | Engels: Philippines Filipijns: Pilipinas                  |
| Finland                      | Republiek Finland                | Fins: Suomi Zweeds: Finland                               |
| Frankrijk                    | Franse Republiek                 | Frans: France                                             |

### G
| Korte landsnaam (Nederlands) | Officiële landsnaam (Nederlands) | Korte landsnaam (oorspronkelijke taal/talen) |
| ---------------------------- | -------------------------------- | -------------------------------------------- |
| Gabon                        | Republiek Gabon                  | Frans: Gabon                                 |
| Gambia                       | Republiek Gambia                 | Engels: The Gambia                           |
| Ghana                        | Republiek Ghana                  | Engels: Ghana                                |
| Grenada                      | Grenada                          | Engels: Grenada                              |
| Griekenland                  | Helleense Republiek              | Grieks: Hellas / 'Ελλας                      |
| Guatemala                    | Republiek Guatemala              | Spaans: Guatemala                            |
| Guinee                       | Republiek Guinee                 | Frans: Guinée                                |
| Guinee-Bissau                | Republiek Guinee-Bissau          | Portugees: Guiné-Bissau                      |
| Guyana                       | Coöperatieve Republiek Guyana    | Engels: Guyana                               |

### H
| Korte landsnaam (Nederlands) | Officiële landsnaam (Nederlands) | Korte landsnaam (oorspronkelijke taal/talen) |
| ---------------------------- | -------------------------------- | -------------------------------------------- |
| Haïti                        | Republiek Haïti                  | Frans: Haïti Haïtiaans-Creools: Ayiti        |
| Honduras                     | Republiek Honduras               | Spaans: Honduras                             |
| Hongarije                    | Volksrepubliek Hongarije         | Hongaars: Magyarország                       |

### I
| Korte landsnaam (Nederlands) | Officiële landsnaam (Nederlands) | Korte landsnaam (oorspronkelijke taal/talen)            |
| ---------------------------- | -------------------------------- | ------------------------------------------------------- |
| Ierland                      | Ierland                          | Engels: Ireland Iers: Éire                              |
| IJsland                      | IJsland                          | IJslands: Ísland                                        |
| India                        | Republiek India                  | Engels: India Hindi: Bhārat / भारत                       |
| Indonesië                    | Republiek Indonesië              | Indonesisch: Indonesia                                  |
| Irak                         | Republiek Irak                   | Arabisch: al-ʿIrāq / العراق                             |
| Iran                         | Islamitische Republiek Iran      | Perzisch: Īrān / ایران                                  |
| Israël                       | Staat Israël                     | Arabisch: Isrāʾīl / اسرائيل Hebreeuws: Yisra'el / ישראל |
| Italië                       | Italiaanse Republiek             | Italiaans: Italia                                       |
| Ivoorkust                    | Republiek Ivoorkust              | Frans: Côte d'Ivoire                                    |

### J
| Korte landsnaam (Nederlands) | Officiële landsnaam (Nederlands)              | Korte landsnaam (oorspronkelijke taal/talen)                                    |
| ---------------------------- | --------------------------------------------- | ------------------------------------------------------------------------------- |
| Jamaica                      | Jamaica                                       | Engels: Jamaica                                                                 |
| Japan                        | Japan                                         | Japans: Nihon / 日本                                                            |
| Joegoslavië                  | Socialistische Federale Republiek Joegoslavië | Macedonisch en Servo-Kroatisch: Jugoslavija / Југославија Sloveens: Jugoslavija |
| Jordanië                     | Hasjemitisch Koninkrijk Jordanië              | Arabisch: al-ʾUrdun / الأردن                                                    |

### K
| Korte landsnaam (Nederlands)        | Officiële landsnaam (Nederlands)                | Korte landsnaam (oorspronkelijke taal/talen) |
| ----------------------------------- | ----------------------------------------------- | -------------------------------------------- |
| Kaapverdië                          | Republiek Kaapverdië                            | Portugees: Cabo Verde                        |
| Kameroen                            | Verenigde Republiek Kameroen                    | Engels: Cameroon Frans: Cameroun             |
| Betwist door 2 regeringen Kampuchea | Democratisch Kampuchea Volksrepubliek Kampuchea | Khmer: Kampuchéa / កម្ពុជា                      |
| Kenia                               | Republiek Kenia                                 | Engels en Swahili: Kenya                     |
| Kiribati                            | Republiek Kiribati                              | Engels en Kiribatisch: Kiribati              |
| Koeweit                             | Staat Koeweit                                   | Arabisch: al-Kuwayt / كويت                   |

### L
| Korte landsnaam (Nederlands) | Officiële landsnaam (Nederlands)                   | Korte landsnaam (oorspronkelijke taal/talen) |
| ---------------------------- | -------------------------------------------------- | -------------------------------------------- |
| Laos                         | Democratische Volksrepubliek Laos                  | Laotiaans: Lao / ນລາວ                        |
| Lesotho                      | Koninkrijk Lesotho                                 | Engels en Zuid-Sotho: Lesotho                |
| Libanon                      | Republiek Libanon                                  | Arabisch: Lubnan / البنانيّة                  |
| Liberia                      | Republiek Liberia                                  | Engels: Liberia                              |
| Libië                        | Libisch-Arabische Socialistische Volks-Jamahiriyah | Arabisch: Lībīyah / الليبية                  |
| Liechtenstein                | Vorstendom Liechtenstein                           | Duits: Liechtenstein                         |
| Luxemburg                    | Groothertogdom Luxemburg                           | Duits: Luxemburg Frans: Luxembourg           |

### M
| Korte landsnaam (Nederlands) | Officiële landsnaam (Nederlands)   | Korte landsnaam (oorspronkelijke taal/talen)    |
| ---------------------------- | ---------------------------------- | ----------------------------------------------- |
| Madagaskar                   | Democratische Republiek Madagaskar | Frans: Madagascar Plateaumalagasi: Madagasikara |
| Malawi                       | Republiek Malawi                   | Engels: Malawi Nyanja: Malaŵi                   |
| Malediven                    | Republiek der Maldiven             | Divehi: Dhivehi Raajje / ގުޖޭއްރާ ޔާއްރިހޫމްޖު            |
| Maleisië                     | Maleisië                           | Maleis: Malaysia                                |
| Mali                         | Republiek Mali                     | Frans: Mali                                     |
| Malta                        | Republiek Malta                    | Maltees: Malta                                  |
| Marokko                      | Koninkrijk Marokko                 | Arabisch: al-Maghrib / المغرب                   |
| Mauritanië                   | Islamitische Republiek Mauritanië  | Arabisch: Mūrītāniyyā / موريتانيا               |
| Mauritius                    | Mauritius                          | Engels: Mauritius                               |
| Mexico                       | Verenigde Mexicaanse Staten        | Spaans: México                                  |
| Monaco                       | Vorstendom Monaco                  | Frans: Monaco                                   |
| Mongolië                     | Volksrepubliek Mongolië            | Mongools: Mongol Uls / Монгол Улс /             |
| Mozambique                   | Volksrepubliek Mozambique          | Portugees: Moçambique                           |

### N
| Korte landsnaam (Nederlands) | Officiële landsnaam (Nederlands)   | Korte landsnaam (oorspronkelijke taal/talen)                                  |
| ---------------------------- | ---------------------------------- | ----------------------------------------------------------------------------- |
| Nauru                        | Republiek Nauru                    | Engels: Nauru Nauruaans: Naoero                                               |
| Nederland                    | Koninkrijk der Nederlanden         | Nederlands: Nederland                                                         |
| Nepal                        | Koninkrijk Nepal                   | Nepalees: Nepal / नेपाल                                                         |
| Nicaragua                    | Republiek Nicaragua                | Spaans: Nicaragua                                                             |
| Nieuw-Zeeland                | Dominion Nieuw-Zeeland             | Engels: New Zealand                                                           |
| Niger                        | Republiek Niger                    | Frans: Niger                                                                  |
| Nigeria                      | Federale Republiek Nigeria         | Engels: Nigeria                                                               |
| Noord-Jemen                  | Jemenitische Arabische Republiek   | Arabisch: al-Jamhūrīyah al-`Arabīyah al-Yamanīyah / الجمهوريّة العربية اليمنية |
| Noord-Korea                  | Democratische Volksrepubliek Korea | Koreaans: Chosŏn / 조선                                                       |
| Noorwegen                    | Koninkrijk Noorwegen               | Bokmål: Norge Nynorsk: Noreg                                                  |

### O
| Korte landsnaam (Nederlands) | Officiële landsnaam (Nederlands) | Korte landsnaam (oorspronkelijke taal/talen) |
| ---------------------------- | -------------------------------- | -------------------------------------------- |
| Oeganda                      | Republiek Oeganda                | Engels: Uganda                               |
| Oman                         | Sultanaat Oman                   | Arabisch: ʿUmān / عُمان                       |
| Oostenrijk                   | Republiek Oostenrijk             | Duits: Österreich                            |
| Opper-Volta                  | Republiek Opper-Volta            | Frans: Haute-Volta                           |

### P
| Korte landsnaam (Nederlands) | Officiële landsnaam (Nederlands)         | Korte landsnaam (oorspronkelijke taal/talen)                               |
| ---------------------------- | ---------------------------------------- | -------------------------------------------------------------------------- |
| Pakistan                     | Islamitische Republiek Pakistan          | Engels: Pakistan Urdu: Pākistān / پاکستان                                  |
| Panama                       | Republiek Panama                         | Spaans: Panamá                                                             |
| Papoea-Nieuw-Guinea          | Onafhankelijke Staat Papoea-Nieuw-Guinea | Engels: Papua New Guinea Hiri Motu: Papu Niu Gini Tok Pisin: Papua Niugini |
| Paraguay                     | Republiek Paraguay                       | Spaans: Paraguay                                                           |
| Peru                         | Republiek Peru                           | Spaans: Perú                                                               |
| Polen                        | Volksrepubliek Polen                     | Pools: Polska                                                              |
| Portugal                     | Portugese Republiek                      | Portugees: Portugal                                                        |

### Q
| Korte landsnaam (Nederlands) | Officiële landsnaam (Nederlands) | Korte landsnaam (oorspronkelijke taal/talen) |
| ---------------------------- | -------------------------------- | -------------------------------------------- |
| Qatar                        | Staat Qatar                      | Arabisch: Qatar / قطر                        |

### R
| Korte landsnaam (Nederlands) | Officiële landsnaam (Nederlands)  | Korte landsnaam (oorspronkelijke taal/talen) |
| ---------------------------- | --------------------------------- | -------------------------------------------- |
| Roemenië                     | Socialistische Republiek Roemenië | Roemeens: România                            |
| Rwanda                       | Republiek Rwanda                  | Engels, Frans en Kinyarwanda: Rwanda         |

### S
| Korte landsnaam (Nederlands)             | Officiële landsnaam (Nederlands)                 | Korte landsnaam (oorspronkelijke taal/talen)                                               |
| ---------------------------------------- | ------------------------------------------------ | ------------------------------------------------------------------------------------------ |
| Saint Lucia                              | Saint Lucia                                      | Engels: Saint Lucia                                                                        |
| Saint Vincent en de Grenadines           | Saint Vincent en de Grenadines                   | Engels: Saint Vincent and the Grenadines                                                   |
| Salomonseilanden                         | Salomonseilanden                                 | Engels: Solomon Islands                                                                    |
| San Marino                               | Republiek San Marino                             | Italiaans: San Marino                                                                      |
| Sao Tomé en Principe                     | Democratische Republiek Sao Tomé en Principe     | Portugees: São Tomé e Príncipe                                                             |
| Saoedi-Arabië                            | Koninkrijk Saoedi-Arabië                         | Arabisch: al-ʿArabiya as-Saʿūdiyya / العربيّة السعودية                                      |
| Senegal                                  | Republiek Senegal                                | Frans: Sénégal                                                                             |
| Seychellen                               | Republiek der Seychellen                         | Engels en Frans: Seychelles Seychellencreools: Sesel                                       |
| Sierra Leone                             | Republiek Sierra Leone                           | Engels: Sierra Leone                                                                       |
| Singapore                                | Republiek Singapore                              | Engels: Singapore Maleis: Singapura Mandarijn: Xinjiapo / 新加坡 Tamil: Čiṅkappūr / சிங்கப்பூர் |
| Soedan                                   | Democratische Republiek Soedan                   | Arabisch: as-Sūdān / السودان                                                               |
| Somalië                                  | Somalische Democratische Republiek               | Arabisch: Aṣ-Ṣūmāl / الصومال Somalisch: Soomaaliya                                         |
| Sovjet-Unie                              | Unie van Socialistische Sovjetrepublieken (USSR) | Russisch: Sovjetski Sojoez / Советский Союз                                                |
| (tot 5 oktober) Spanje (vanaf 5 oktober) | Koninkrijk Spanje                                | Spaans: España                                                                             |
| Sri Lanka                                | Democratische Socialistische Republiek Sri Lanka | Singalees: Srī Lankā / ශ්‍රී ලංකා Tamil: Llankai / இலங்கை                                          |
| Suriname                                 | Republiek Suriname                               | Nederlands: Suriname                                                                       |
| Swaziland                                | Koninkrijk Swaziland                             | Engels: Swaziland Swazi: eSwatini                                                          |
| Syrië                                    | Arabische Republiek Syrië                        | Arabisch: Sūrīyā / سوريا                                                                   |

### T
| Korte landsnaam (Nederlands) | Officiële landsnaam (Nederlands)           | Korte landsnaam (oorspronkelijke taal/talen)         |
| ---------------------------- | ------------------------------------------ | ---------------------------------------------------- |
| Tanzania                     | Verenigde Republiek Tanzania               | Engels: Tanzania                                     |
| Thailand                     | Koninkrijk Thailand                        | Thai: Prathet Thai / ประเทศไทย                       |
| Togo                         | Republiek Togo                             | Frans: Togo                                          |
| Tonga                        | Koninkrijk Tonga                           | Engels en Tongaans: Tonga                            |
| Trinidad en Tobago           | Republiek Trinidad en Tobago               | Engels: Trinidad and Tobago                          |
| Tsjaad                       | Republiek Tsjaad                           | Arabisch: Tšād / تشاد Frans: Tchad                   |
| Tsjecho-Slowakije            | Tsjecho-Slowaakse Socialistische Republiek | Slowaaks: Česko-Slovensko Tsjechisch: Československo |
| Tunesië                      | Republiek Tunesië                          | Arabisch: Tūnis / تونس                               |
| Turkije                      | Republiek Turkije                          | Turks: Türkiye                                       |
| Tuvalu                       | Tuvalu                                     | Engels en Tuvaluaans: Tuvalu                         |

### U
| Korte landsnaam (Nederlands) | Officiële landsnaam (Nederlands)    | Korte landsnaam (oorspronkelijke taal/talen) |
| ---------------------------- | ----------------------------------- | -------------------------------------------- |
| Uruguay                      | Republiek ten oosten van de Uruguay | Spaans: Uruguay                              |

### V
| Korte landsnaam (Nederlands) | Officiële landsnaam (Nederlands)                          | Korte landsnaam (oorspronkelijke taal/talen)                              |
| ---------------------------- | --------------------------------------------------------- | ------------------------------------------------------------------------- |
| Vanuatu                      | Republiek Vanuatu                                         | Bislama, Engels en Frans: Vanuatu                                         |
| Vaticaanstad                 | Staat Vaticaanstad                                        | Italiaans: Città del Vaticano                                             |
| Venezuela                    | Verenigde Staten van Venezuela                            | Spaans: Venezuela                                                         |
| Verenigd Koninkrijk          | Verenigd Koninkrijk van Groot-Brittannië en Noord-Ierland | Engels: United Kingdom                                                    |
| Verenigde Arabische Emiraten | Verenigde Arabische Emiraten (VAE)                        | Arabisch: Al-ʾImārāt al-ʿArabiyya al-Muttaḥida / الإمارات العربيّة المتّحدة |
| Verenigde Staten             | Verenigde Staten van Amerika                              | Engels: United States                                                     |
| Vietnam                      | Socialistische Republiek Vietnam                          | Vietnamees: Việt Nam                                                      |

### W
| Korte landsnaam (Nederlands) | Officiële landsnaam (Nederlands) | Korte landsnaam (oorspronkelijke taal/talen)   |
| ---------------------------- | -------------------------------- | ---------------------------------------------- |
| West-Samoa                   | Onafhankelijke Staat West-Samoa  | Engels: Western Samoa Samoaans: Sāmoa i Sisifo |

### Z
| Korte landsnaam (Nederlands) | Officiële landsnaam (Nederlands)   | Korte landsnaam (oorspronkelijke taal/talen)                                                       |
| ---------------------------- | ---------------------------------- | -------------------------------------------------------------------------------------------------- |
| Zaïre                        | Republiek Zaïre                    | Frans: Zaïre                                                                                       |
| Zambia                       | Republiek Zambia                   | Engels: Zambia                                                                                     |
| Zimbabwe                     | Republiek Zimbabwe                 | Engels, Noord-Ndebele en Shona: Zimbabwe                                                           |
| Zuid-Afrika                  | Republiek Zuid-Afrika              | Afrikaans: Suid-Afrika Engels: South Africa Nederlands: Zuid-Afrika                                |
| Zuid-Jemen                   | Democratische Volksrepubliek Jemen | Arabisch: Jumhūrīyyat al-Yaman ad-Dīmuqrāţīyyah ash-Sha'bīyyah / جمهورية اليَمَنْ الديمُقراطية الشَعْبِيّة |
| Zuid-Korea                   | Republiek Korea                    | Koreaans: Han Kuk / 한국                                                                           |
| Zweden                       | Koninkrijk Zweden                  | Zweeds: Sverige                                                                                    |
| Zwitserland                  | Zwitserse Bondsstaat               | Duits: Schweiz Frans: Suisse Italiaans: Svizzera                                                   |

## Niet algemeen erkende landen
In onderstaande lijst zijn landen opgenomen die een ruime internationale erkenning misten, maar wel de facto onafhankelijk waren en de onafhankelijkheid hadden uitgeroepen.
| Korte landsnaam (Nederlands) | Officiële landsnaam (Nederlands)         | Korte landsnaam (oorspronkelijke taal/talen) |
| ---------------------------- | ---------------------------------------- | --- |
| ADRS                         | Arabische Democratische Republiek Sahara | Arabisch: al-Jumhūrīya al-ʿArabīya aṣ-Ṣaḥrāwīya ad-Dīmuqrāṭīya / الجمهورية العربية الصحراوية الديمقراطية Spaans: República Árabe Saharaui Democrática |
| Bophuthatswana               | Republiek Bophuthatswana                 | Tswana: Bophuthatswana |
| Ciskei (vanaf 4 december)    | Republiek Ciskei                         | Xhosa: iCiskei |
| Rwenzururu                   | Koninkrijk Rwenzururu                    | Engels en Konjo: Rwenzururu |
| Taiwan                       | Republiek China                          | Standaardmandarijn: Taiwan / 台湾 (officieel: Chunghua Minkuo / 中華民國)                                                                             |
| Transkei                     | Republiek Transkei                       | Xhosa: iTranskei |
| Venda                        | Republiek Venda                          | Venda: Venḓa |

## Niet-onafhankelijke gebieden
Hieronder staat een lijst van niet-onafhankelijke gebieden, waaronder afhankelijke gebieden.

### Amerikaanse niet-onafhankelijke gebieden
De Amerikaanse Maagdeneilanden, Guam en Puerto Rico waren organized unincorporated territories, wat wil zeggen dat het afhankelijke gebieden waren van de Verenigde Staten met een bepaalde vorm van zelfbestuur. Daarnaast waren er nog een aantal unorganized unincorporated territories: Baker, Howland, Jarvis, Johnston, Kingman, Midway, Navassa en Wake. Deze grotendeels onbewoonde eilandgebieden waren ook afhankelijke gebieden van de VS, maar kenden geen vorm van zelfbestuur. Amerikaans-Samoa was officieel ook een unorganized unincorporated territory, maar bezat wel een bepaalde vorm van zelfbestuur. Palmyra was een unorganized incorporated territory en was dus wel een integraal onderdeel was van de Verenigde Staten, maar werd vaak wel als afhankelijk gebied beschouwd. Het Trustgebied van de Pacifische Eilanden was een trustgebied van de Verenigde Naties onder Amerikaans bestuur dat bestond uit vier territoria: de Marshalleilanden, Micronesia, de Noordelijke Marianen en Palau.
Diverse eilandgebieden werden door Verenigde Staten geclaimd als unorganized unincorporated territories, maar werden door andere landen bestuurd. De eilandgebieden Birnie, Caroline, Fanning, Flint, Gardner, Kersteiland, Malden, McKean, Phoenix, Starbuck, Sydney, Vostok en Washington vielen onder het bestuur van Kiribati. De eilandgebieden Manihiki, Penrhyn, Pukapuka en Rakahanga vielen onder het bestuur van de Cookeilanden (Nieuw-Zeeland); de eilandgebieden Atafu, Bowditch en Nukunonu vielen onder het bestuur van Nieuw-Zeeland (als onderdeel van Tokelau); en de eilandgebieden Funafuti, Nukufetau, Nukulaelae en Niulakita vielen onder het bestuur van Tuvalu. De eilandgebieden Quita Sueño, Roncador en Serrana werden in 1981 overgedragen aan Colombia. Of Bajo Nuevo (Petreleilanden) en Serranilla ook bij de overdracht hoorden werd door de VS betwist.
| Korte landsnaam (Nederlands)          | Status                                          | Korte landsnaam (oorspronkelijke taal/talen)   |
| ------------------------------------- | ----------------------------------------------- | ---------------------------------------------- |
| Amerikaanse Maagdeneilanden           | Organized unincorporated territory              | Engels: United States Virgin Islands           |
| Amerikaans-Samoa                      | Unorganized unincorporated territory            | Engels: American Samoa Samoaans: Amerika Sāmoa |
| Baker                                 | Unorganized unincorporated territory            | Engels: Baker Island                           |
| Guam                                  | Organized unincorporated territory              | Engels: Guam Chamorro: Guåhan                  |
| Howland                               | Unorganized unincorporated territory            | Engels: Howland Island                         |
| Jarvis                                | Unorganized unincorporated territory            | Engels: Jarvis Island                          |
| Johnston                              | Unorganized unincorporated territory            | Engels: Johnston Atoll                         |
| Kingman                               | Unorganized unincorporated territory            | Engels: Kingman Reef                           |
| Midway                                | Unorganized unincorporated territory            | Engels: Midway Islands                         |
| Navassa                               | Unorganized unincorporated territory            | Engels: Navassa Island                         |
| Palmyra                               | Unorganized incorporated territory              | Engels: Palmyra Atoll                          |
| Petreleilanden (tot 17 september)     | Unorganized unincorporated territory            | Engels: Petrel Islands                         |
| Puerto Rico                           | Organized unincorporated territory (Gemenebest) | Engels en Spaans: Puerto Rico                  |
| Quita Sueño (tot 17 september)        | Unorganized unincorporated territory            | Engels: Quitasueño Bank                        |
| Roncador (tot 17 september)           | Unorganized unincorporated territory            | Engels: Roncador Bank                          |
| Serrana (tot 17 september)            | Unorganized unincorporated territory            | Engels: Serrana Bank                           |
| Serranilla (tot 17 september)         | Unorganized unincorporated territory            | Engels: Serranilla Bank                        |
| Trustschap van de Pacifische Eilanden | Trustgebied                                     | Engels: Trust Territory of the Pacific Islands |
| Wake                                  | Unorganized unincorporated territory            | Engels: Wake Island                            |

### Australische niet-onafhankelijke gebieden
De zeven externe territoria van Australië werden door de Australische overheid gezien als een integraal onderdeel van Australië, maar werden vaak toch beschouwd als afhankelijke gebieden van Australië. Het Australisch Antarctisch Territorium werd als claim internationaal niet erkend en is derhalve niet in deze lijst opgenomen.
| Korte landsnaam (Nederlands) | Status             | Korte landsnaam (oorspronkelijke taal/talen) |
| ---------------------------- | ------------------ | -------------------------------------------- |
| Ashmore- en Cartiereilanden  | Extern territorium | Engels: Ashmore and Cartier Islands          |
| Christmaseiland              | Extern territorium | Engels: Christmas Island                     |
| Cocoseilanden                | Extern territorium | Engels: Cocos (Keeling) Islands              |
| Heard en McDonaldeilanden    | Extern territorium | Engels: Heard Island and McDonald Islands    |
| Koraalzee-eilanden           | Extern territorium | Engels: Coral Sea Islands                    |
| Norfolk                      | Extern territorium | Engels: Norfolk Island                       |

### Britse niet-onafhankelijke gebieden
In onderstaande lijst zijn onder meer de Britse (kroon)kolonies en protectoraten weergegeven. De claim van het Brits Antarctisch Territorium werd internationaal niet erkend en daarom is deze kolonie niet in de lijst opgenomen. Jersey, Guernsey en Man hadden als Britse Kroonbezittingen niet de status van kolonie, maar hadden een andere relatie tot het Verenigd Koninkrijk. Saint Christopher en Nevis en Antigua waren associated states (geassocieerde staten) in vrije associatie met het Verenigd Koninkrijk. Brunei stond als protected state onder Britse protectie, maar was grotendeels autonoom aangaande interne aangelegenheden.
| Korte landsnaam (Nederlands)         | Status                  | Korte landsnaam (oorspronkelijke taal/talen)                                        |
| ------------------------------------ | ----------------------- | ----------------------------------------------------------------------------------- |
| Akrotiri en Dhekelia                 | Kolonie                 | Engels: Akrotiri and Dhekelia Grieks: Akrotiri kai Dhekelia / Ακρωτήρι και Δεκέλεια |
| Anguilla                             | Kolonie met zelfbestuur | Engels: Anguilla                                                                    |
| Antigua (tot 1 november)             | Geassocieerde staat     | Engels: Antigua                                                                     |
| Belize (tot 21 september)            | Kolonie met zelfbestuur | Engels: Belize                                                                      |
| Bermuda                              | Kolonie met zelfbestuur | Engels: Bermuda                                                                     |
| Brits Indische Oceaanterritorium     | Kolonie                 | Engels: British Indian Ocean Territory                                              |
| Britse Maagdeneilanden               | Kolonie met zelfbestuur | Engels: British Virgin Islands                                                      |
| Brunei                               | Protected state         | Engels en Maleis: Brunei                                                            |
| Falklandeilanden                     | Kroonkolonie            | Engels: Falkland Islands                                                            |
| Gibraltar                            | Kroonkolonie            | Engels: Gibraltar                                                                   |
| Guernsey                             | Brits Kroonbezit        | Engels: Guernsey Frans: Guernesey                                                   |
| Hongkong                             | Kroonkolonie            | Engels: Hong Kong Kantonees: Hong Kong / 香港                                       |
| (tot 7 april) Jersey (vanaf 7 april) | Brits Kroonbezit        | Engels en Frans: Jersey                                                             |
| Kaaimaneilanden                      | Kroonkolonie            | Engels: Cayman Islands                                                              |
| Man                                  | Brits Kroonbezit        | Engels: Isle of Man Manx-Gaelisch: Ellan Vannin                                     |
| Montserrat                           | Kroonkolonie            | Engels: Montserrat                                                                  |
| Pitcairneilanden                     | Kolonie                 | Engels: Pitcairn Islands Pitcairnees: Pitkern Ailen                                 |
| Saint Christopher en Nevis           | Geassocieerde staat     | Engels: Saint Christopher and Nevis                                                 |
| Sint-Helena                          | Kroonkolonie            | Engels: Saint Helena                                                                |
| Turks- en Caicoseilanden             | Kroonkolonie            | Engels: Turks and Caicos Islands                                                    |

### Deense niet-onafhankelijke gebieden
Faeröer en Groenland waren autonome provincies van Denemarken en maakten eigenlijk integraal deel uit van dat land, maar vaak werden ze beschouwd als afhankelijke gebieden met een grote vorm van autonomie.
| Korte landsnaam (Nederlands) | Status             | Korte landsnaam (oorspronkelijke taal/talen) |
| ---------------------------- | ------------------ | -------------------------------------------- |
| Faeröer                      | Autonome provincie | Deens: Færøerne Faeröers: Føroyar            |
| Groenland                    | Autonome provincie | Deens: Grønland Groenlands: Kalaallit Nunaat |

### Finse niet-onafhankelijke gebieden
Åland maakte eigenlijk integraal onderdeel uit van Finland, maar heeft sinds de Vrede van Parijs (1856) een internationaal erkende speciale status met grote autonomie.
| Korte landsnaam (Nederlands) | Status          | Korte landsnaam (oorspronkelijke taal/talen) |
| ---------------------------- | --------------- | -------------------------------------------- |
| Åland                        | Autonoom gebied | Zweeds: Åland                                |

### Franse niet-onafhankelijke gebieden
Alle Franse overzeese gebieden maakten integraal onderdeel uit van Frankrijk en het land kende dus officieel geen afhankelijke gebieden. De Franse overzeese gebieden werden echter wel vaak als zodanig beschouwd, al werden soms alleen de overzeese gebieden die geen overzees departement waren, beschouwd als afhankelijke gebieden. Voor de volledigheid zijn hier alle Franse overzeese gebieden opgenomen. De Franse Zuidelijke en Antarctische Gebieden bestonden uit vier districten: Saint-Paul en Amsterdam, de Crozeteilanden, de Kerguelen en Adélieland. De Antarctische claim op Adélieland werd internationaal niet erkend. Het bestuur van de Verspreide Eilanden in de Indische Oceaan viel onder de verantwoordelijkheid van Réunion en daarom is dit gebied niet apart in de lijst opgenomen.
| Korte landsnaam (Nederlands) | Status                                  | Korte landsnaam (oorspronkelijke taal/talen)       |
| ---------------------------- | --------------------------------------- | -------------------------------------------------- |
| Franse Zuidelijke Gebieden   | Overzees territorium                    | Frans: Terres australes et antarctiques françaises |
| Frans-Guyana                 | Overzeese regio en overzees departement | Frans: Guyane                                      |
| Frans-Polynesië              | Overzees territorium                    | Frans: Polynésie française                         |
| Guadeloupe                   | Overzeese regio en overzees departement | Frans: Guadeloupe                                  |
| Martinique                   | Overzeese regio en overzees departement | Frans: Martinique                                  |
| Mayotte                      | Territoriale gemeenschap                | Frans: Mayotte                                     |
| Nieuw-Caledonië              | Overzees territorium                    | Frans: Nouvelle-Calédonie                          |
| Réunion                      | Overzeese regio en overzees departement | Frans: Réunion                                     |
| Saint-Pierre en Miquelon     | Overzeese regio en overzees departement | Frans: Saint-Pierre et Miquelon                    |
| Wallis en Futuna             | Overzees territorium                    | Frans: Wallis-et-Futuna                            |

### Nederlandse niet-onafhankelijke gebieden
Het Koninkrijk der Nederlanden bestond uit twee gelijkwaardige landen: Nederland en de Nederlandse Antillen. Deze laatste was dus officieel geen afhankelijk gebied van Nederland, maar werd vaak toch als zodanig gezien.
| Korte landsnaam (Nederlands) | Status | Korte landsnaam (oorspronkelijke taal/talen)                                             |
| ---------------------------- | ------ | ---------------------------------------------------------------------------------------- |
| Nederlandse Antillen         | Land   | Engels: Netherlands Antilles Nederlands: Nederlandse Antillen Papiaments: Antia Hulandes |

### Nieuw-Zeelandse niet-onafhankelijke gebieden
De Cookeilanden en Niue waren zelfbesturende gebieden in vrije associatie met Nieuw-Zeeland en werden soms als onafhankelijke landen gezien.
| Korte landsnaam (Nederlands) | Status             | Korte landsnaam (oorspronkelijke taal/talen)       |
| ---------------------------- | ------------------ | -------------------------------------------------- |
| Cookeilanden                 | Vrije associatie   | Engels: Cook Islands Cookeilandmaori: Kūki 'Āirani |
| Niue                         | Vrije associatie   | Engels: Niue Niuees: Niuē Fekai                    |
| Tokelau                      | Afhankelijk gebied | Engels: Tokelau                                    |

### Noorse niet-onafhankelijke gebieden
Spitsbergen maakte eigenlijk integraal onderdeel uit van Noorwegen, maar had volgens het Spitsbergenverdrag een internationaal erkende speciale status met grote autonomie. Jan Mayen viel niet onder het Spitsbergenverdrag, maar werd wel bestuurd door de gouverneur van Spitsbergen. Voor statistische doeleinden was Jan Mayen in ISO 3166 dan ook samengevoegd met Spitsbergen als Spitsbergen en Jan Mayen. Bouveteiland, Peter I-eiland en Koningin Maudland waren afhankelijke gebieden van Noorwegen, maar de (Antarctische) claims op de laatste twee werden internationaal niet erkend.
| Korte landsnaam (Nederlands) | Status                                                 | Korte landsnaam (oorspronkelijke taal/talen) |
| ---------------------------- | ------------------------------------------------------ | -------------------------------------------- |
| Bouvet                       | Afhankelijk gebied                                     | Noors: Bouvetøya                             |
| Jan Mayen                    | Gebied onder bestuur van de gouverneur van Spitsbergen | Noors: Jan Mayen                             |
| Spitsbergen                  | Gebied met speciale status                             | Noors: Svalbard                              |

### Portugese niet-onafhankelijke gebieden
Macau was een Chinees territorium onder Portugees bestuur. Portugees-Timor werd ook geclaimd als een afhankelijk gebied van Portugal, maar was in 1975 door Indonesië bezet en vervolgens geannexeerd.
| Korte landsnaam (Nederlands) | Status               | Korte landsnaam (oorspronkelijke taal/talen) |
| ---------------------------- | -------------------- | -------------------------------------------- |
| Macau                        | Speciaal Territorium | Kantonees: Àomén / 澳門 Portugees: Macau     |

### Zuid-Afrikaanse niet-onafhankelijke gebieden
| Korte landsnaam (Nederlands) | Status        | Korte landsnaam (oorspronkelijke taal/talen)                                    |
| ---------------------------- | ------------- | ------------------------------------------------------------------------------- |
| Zuidwest-Afrika              | Mandaatgebied | Afrikaans: Suidwes-Afrika Engels: South West Africa Nederlands: Zuidwest-Afrika |